# У пошуках виходу (фільм, 1985)
«У пошуках виходу» («В поисках выхода») — радянський кіноальманах у трьох новелах 1985 року, знятий режисерами Євгеном Цимбалом, Леонідом Горовецем і Віктором Кузнецовим на кіностудії «Мосфільм» і Кіностудії ім. О. Довженка.

## Сюжет
Кіноальманах складається з трьох новел: «У пошуках виходу», «Реквієм по філе» («Незамінний»), «Родина пляма».

### «Реквієм по філе»
Скромний нотаріус за симфонічного оркестру Гена Мунькін не подобався тещі. Особливо її відштовхувала його робота. Призначивши зятя вантажником у м'ясний магазин, вона ніяк не припускала, що перший шматок м'яса, винесений Геною з магазину, опиниться в цирку і він буде змушений згодувати злощасним філеєм розлючених левів.

### «Родина пляма»
Фантастична комедія за оповіданням Кіра Буличова «Батьківщина». «Біда трапилася годині о шостій вечора, але спочатку ніхто не зрозумів, що ж сталося.
Інопланетний корабель у променях вечірнього сонця здавався хмарою, позбавленою чітких форм, переливчастою та абсолютно безпечною. У той момент у будинку перебували Марія Степанівна, її дочка Леокадія та онука Сашенька, яка була хвора на ангіну і вередувала. Семенський, чоловік Леокадії, ще не повернувся з роботи. Очевидці розповідали: хмара повисіла кілька хвилин над будинком Семенських, раптом обрушилося на нього, огорнула хату, як туманом, потім піднялася знову, набираючи швидкість, поки не змішалася з іншими хмарами. Будинок зник. Зникли також палісадник, будка з Треногою та господарські споруди. Залишилося безлюдне місце, де не росло ні травинки, а також квадратна яма від фундаменту».

### «У пошуках виходу»
Дипломна робота Віктора Кузнєцова. У фільмі розповідається про будівництво транскордонного трубопроводу великого діаметра.

## У ролях
- Геннадій Хазанов — Гена Мунькін, нотаріус при симфонічному оркестрі
- Володимир Ніколенко — Семенський
- Ірина Савіна — Наталка
- Інна Ульянова — Зінаїда Степанівна
- Ролан Биков — приборкувач
- Ірина Пуліна — Леокадія, дружина Семенського
- Марія Виноградова — теща
- Юрій Потьомкін — Пилипенко, старшина міліції
- Анна Андріянова — Сашенька, донька
- Олександр Потапов — роль другого плану
- Юрій Платонов — роль другого плану
- Михайло Янушкевич — Мишко
- Олександр Яковлєв — роль другого плану
- Анатолій Калмиков — роль другого плану
- Наталія Потапова — роль другого плану
- Микита Астахов — роль другого плану
- Володимир Мичкін — роль другого плану
- Юрій Харченко — роль другого плану
- Олена Санаєва — епізод
- Роман Філіппов — епізод
- Леонід Ярмольник — епізод
- Олександр Адабаш'ян — епізод
- Всеволод Ларіонов — вантажник, що розгадує кросворди
- Віктор Філіппов — епізод
- Андрій Разумовський — епізод
- Віктор Фрідман — епізод
- Ніна Агапова — член комісії
- Сергій Гаврилюк — сусід-бородань
- Володимир Довгань — епізод
- Людмила Лобза — дружина Пилипенка
- Кир Буличов — Павло Петрович, член комісії
- Лев Окрент — городянин
- Олександр Шабельний — епізод

## Знімальна група
- Режисери — Євген Цимбал, Леонід Горовець, Віктор Кузнецов
- Сценаристи — Михайло Городинський, Кир Буличов, Володимир Вардунас
- Оператори — Юрій Уланов, Віктор Пищальников, Володимир Тарнавський, Григорій Бєлєнький
- Композитор — Сергій Бедусенко
- Художники — Стален Волков, Євген Пітенін, Олександр Клименко